# Manuel Azpíroz
Manuel Azpíroz Mora (Puebla, 9 de junho de 1836 - Washington, D.C., 24 de março de 1905) foi um militar, advogado, político  e diplomata mexicano. Foi embaixador do seu país nos Estados Unidos de 1899 até à data da sua morte.